# Oleksovický rybník
Der Oleksovický rybník, auch Vodní nádrž Oleksovice (deutsch Mitterteich) ist ein Stausee in Tschechien. Er dient dem Hochwasserschutz an den Unterläufen der Skalička und Jevišovka sowie der Bewässerung; der Stausee wird außerdem zu Erholungszwecken, insbesondere Wasserski, und als Fischgewässer genutzt. 

## Geographie
Der Stausee liegt einen Kilometer nordöstlich des Zentrums von Oleksovice (Groß Olkowitz) in der Thaya-Schwarza-Senke (Dyjsko-svratecký úval). Er staut am Bachkilometer 6,14 die Skalička (Skalitzer Bach). Gegen Norden befindet sich auf der Teichstätte des ehemaligen Schankwitzer Teiches das Naturdenkmal Oleksovická mokřina. Östlich erhebt sich der Schloßberg (244 m n.m.), im Südosten die Dvorská (Hofberg, 270 m n.m.) und der Schlüsselberg (252 m n.m.); die Hügel sind Ausläufer der Miroslavská hrásť (Mißlitzer Horst).
Umliegende Orte sind Karlov (Karlhof) im Norden, Mšice (Mausdorf) im Süden sowie Oleksovice und Nový Dvůr (Neuhof) im Südwesten. 

## Geschichte
Es wird angenommen, dass auf den Fluren des Teiches im Mittelalter das Dorf Schankwitz gestanden war. Das 1190 erstmals erwähnte Dorf erlosch während des Dreißigjährigen Krieges und wurde 1711 an anderer Stelle neu angelegt.
Erste Maßnahmen zum Schutz der Bewohner am Unterlauf der Jevišovka vor den wiederkehrenden Hochwassern erfolgten in den 1880er Jahren. Das Frühjahrshochwasser vom März 1888 war die größte Flut im 19. Jahrhundert. Am 13. August 1892 beschloss der Mährische Landtag mit dem Gesetz Nr. 68 die Errichtung von Talsperren im Einzugsgebiet der Jevišovka. Nach der im Juni 1893 erfolgten wasserrechtlichen Erörterung des Projektes durch die Bezirkshauptmannschaft Znaim erteilte der Statthalter der Markgrafschaft Mähren, Alois von Spens-Booden, im August desselben Jahres die wasserrechtliche Genehmigung.
Entlang des Skalitzer Baches bestand bis dahin zwischen Hosterlitz und Mausdorf eine Kaskade von flachen Fischteichen, von denen der oberhalb des Karlhofes gelegene Schankwitzer Teich und der darunter liegende Mitterteich die größte Ausdehnung hatten. Wegen des den Hügeln vorgeschobenen Riedels (228 m n.m.), der den Mitterteich im Südwesten begrenzte, wurde der Teich als besonders geeignet für die Errichtung eines Stausees angesehen.
1894 wurde nördlich des Riedels mit der Aufschüttung des über vier Meter hohen und 330 m langen Dammes begonnen. Die Inbetriebnahme erfolgte im selben Jahre. Finanziert wurde der Bau aus Staats- und Landesmitteln.

## Bauwerk
Der Wasserabfluss erfolgt durch einen Bodenablauf im Damm. Der Schieber hat eine Nennweite von 600 mm, die maximale Durchflussmenge beträgt 1,47 m³/s. Außerdem besteht im Damm ein Sanationsablauf von 150 mm Nennweite, dessen Kapazität bei 0,055 m³/s liegt. Der 34 m lange freie Sicherheitsüberfall befindet sich an der Nordseite des Dammes, der maximale Durchfluss liegt bei 32 m³/s. Die maximale Wasserfläche wird mit 72 ha angegeben, der regelmäßige Stau liegt bei 29,15 ha.
Der durchschnittliche Jahresdurchfluss beträgt 0,140 m³/s, bei einem Jahrhunderthochwasser wird von 29 m³/s ausgegangen.

## Besonderheiten
Wegen der für Stauseen geringen Tiefe erwärmt sich der Oleksovický rybník im Sommer rasch, zugleich bietet die starke Nährstoffbelastung der Skalička gute Lebensbedingungen für Algen und Cyanobakterien. Das Gewässer neigt deshalb während der Saison regelmäßig zur massiver Blaualgenblüte. Am Oleksovický rybník befindet sich ein Badebereich, der hauptsächlich von Wasserskisportlern des TJ Delfín Oleksovice genutzt wird. Die Wasserqualität der Badestelle wird durch die Hygieneinspektion des Jihomoravský kraj überwacht, oftmals kommt es zu Überschreitungen der Grenzwerte für den Chlorophyllgehalt und die Sichttiefe.